# Terry Day

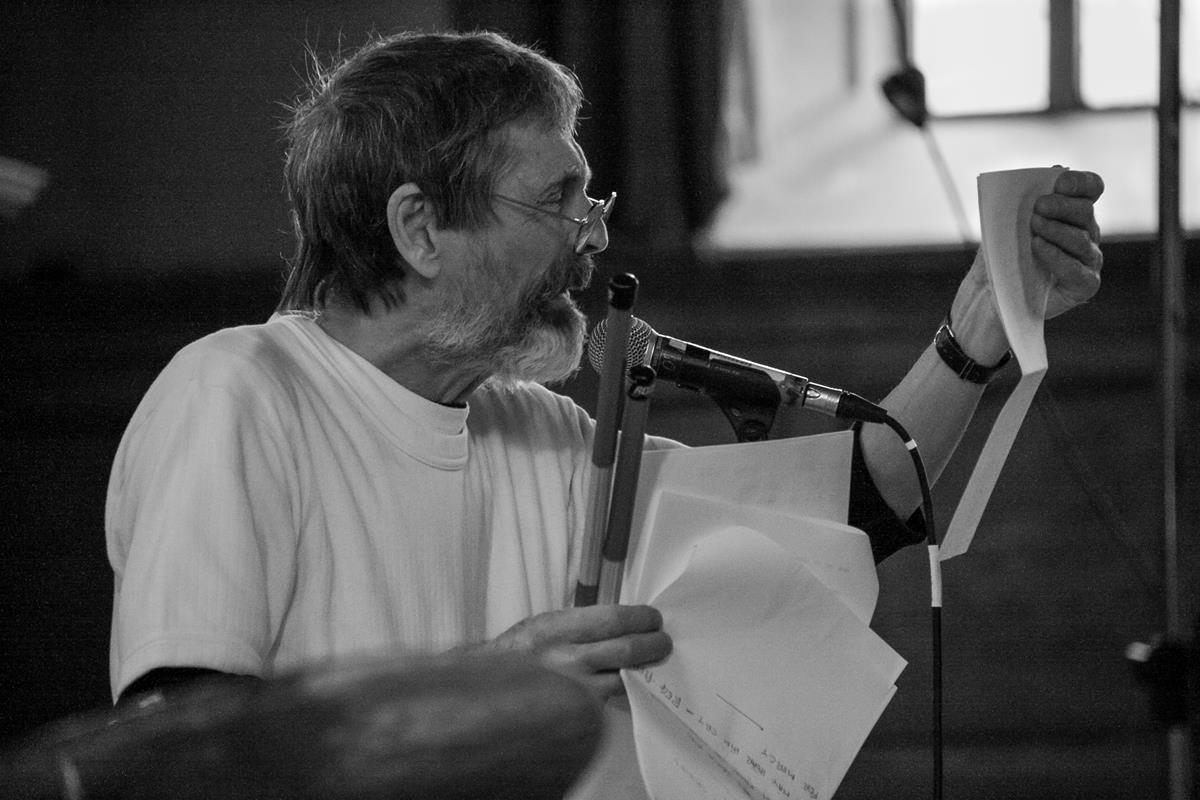
Terry Day liest einen Text als Teil einer Performance vor (2012)

Terry Day (* 17. Oktober 1940) ist ein britischer Jazz- und Improvisationsmusiker (Perkussion, Piano, Saxophone, Flöten), Songwriter und Lyriker.

## Leben und Wirken
Day, der Autodidakt ist, aber aus einer musikalischen Familie stammt (sein Vater war Schlagzeuger und sein Bruder Pat galt als Wunderkind und spielte mit Graham Bond), begann als Jugendlicher mit seinem Bruder Pat zu improvisieren. 1960 gründete er ein Jazztrio, dem Terry Holman und der spätere Ian-Dury-Komponist Russell Hardy als Pianist angehörte; das Trio, das teilweise um den Gast Henry Lowther erweitert wurde, entwickelte sich weiter zur Improvisationsformation People Band, die in ihrer People Show Theater, Lesungen und Skulpturen mit der Musik verband und bis 1972 bestand. Seit Ende der 1960er-Jahre war er in verschiedenen Gruppen der britischen Improvisations-, Free-Jazz- und Experimental-Szene aktiv, u. a. mit Derek Bailey, Trevor Watts, John Stevens, Maggie Nicols, Steve Beresford, Raymond Boni, Peter Cusack, Max Eastley und John Russell, aber auch mit Kilburn and the High Roads, Annette Peacock und Arto Lindsay. Krankheitsbedingt gab es ab 1988 eine Schaffenspause für zehn Jahre.
Seit 1999 arbeitet er als Musiker und Rezitator von Texten und Lyrik im London Improvisers Orchestra (LIO). Nach Tom Lord war er zwischen 1968 und 2010 an 55 Aufnahmesessions beteiligt.

## Diskographische Hinweise
- People Band (mit Mel Davis, Terry Holman, George Khan, Frank Flowers, Tony Edwards, Mike Figgis, Eddie Edam, Russell Hardy, Lyn Dobson; Transatlantic/Emanem 1968)
- K'Ploeng (mit Maarten Altena, Derek Bailey, Tristan Honsinger, Michel Waisvisz, Maurice Horsthuis; Claxon 1978)
- Groups in Front of People No 2 (mit Evan Parker, Paul Termos, Maarten Altena, Pete Cusack, Guus Janssen, Paul Lytton; Bead 1978)
- Interruptions (Emanem 1978–1981; ed. 2006)
- John Russell/Maarten Altena/Terry Day: The Fairly Young Bean (Emanem 1981; ed. 1999)
- Raymond Boni/Max Eastley/Terry Day: Les Mistrals (Nato 1986)
- Look at Me (u. a. mit Tony Coe, Yves Robert, Tony Hymas; Nato 1987)
- 2006 Duos (mit John Russell, Charlotte Hug, Rhodri Davies, Hannah Marshall, Phil Minton; Emanem 2006)